# Warsaw, Virginia
Warsaw är administrativ huvudort i Richmond County i Virginia. Novemberupproret i Polen fungerade som inspiration för en del amerikanska orter att byta namn till Warsaw efter Warszawa för att visa sympati med den polska sidan i striderna mot Tsarryssland. Det avgörande fältslaget där upproret krossades var slaget vid Warszawa i september 1831. Även huvudorten i Richmond County bytte namn från Richmond Courthouse till Warsaw. Vid 2010 års folkräkning hade Warsaw 1 512 invånare.